# Attentato di Beit She'an del 2002
L'attentato di Beit She'an del 2002, avvenuto il 28 novembre 2002, fu un attacco terroristico perpetrato da membri delle Brigate dei Martiri di Al-Aqsa nella città di Beit She'an, in Israele. Uomini armati aprirono il fuoco e lanciarono granate contro il seggio elettorale del partito Likud, dove i membri del partito esprimevano i loro voti per le primarie del Likud.
6 civili israeliani furono uccisi durante l'incidente e 34 civili rimasero feriti.

## L'attentato
Il 28 novembre 2002 alle 15:20 due palestinesi, Omar e Yousef Rub di Jalboun, entrarono a Beit She'an con un veicolo rubato e lo parcheggiarono davanti al quartier generale del Likud. Entrando nel seggio elettorale, fecero esplodere granate e spararono con armi automatiche a distanza ravvicinata alle file di persone in attesa per votare. Subito dopo si sviluppò una sparatoria che si concluse con i due terroristi uccisi da un poliziotto di frontiera che si trovava nella zona. Uno degli aggressori indossava una cintura esplosiva sotto la giacca.
Quattro israeliani furono uccisi nell'attacco e altri due morirono in ospedale per le ferite riportate. Decine di persone rimasero ferite, compresi tre figli dell'ex ministro degli esteri israeliano David Levy.
Un testimone oculare che viveva vicino agli uffici del Likud disse ai media che uno degli uomini armati rideva mentre sparava alle persone. "Ho aperto la finestra e ho semplicemente visto il terrorista in piedi, sorridere, ridere e sparare in tutte le direzioni".

### Vittime
- David Peretz, 48 anni, di Beit She'an;[7]
- Haim Amar, 56 anni, di Beit She'an;[8]
- Shaul Zilberstein, 36 anni, di Upper Nazareth;[9]
- Ehud (Yehuda) Avitan, 54 anni, di Beit She'an;[10]
- Mordechai Avraham, 44 anni, di Beit She'an;[11]
- Ya'acov Lary, 35 anni, di Beit She'an.[12]